# AMD Opteron (K9)
Die AMD Opteron-Serie auf Basis der AMD-K9-Mikroarchitektur ist eine Familie von Mikroprozessoren für Server und Workstations. Sie stellen die Nachfolger der AMD-K8-basierten Opteron-Prozessoren dar und besitzen als hauptsächliche Neuerung die Verdopplung der Prozessorkerne von einem auf zwei je Prozessor (Doppelkernprozessor). Für Details zur Architektur, siehe AMD K9.

## Produktgeschichte

### Egypt & Italy
Am 21. April 2005 brachte AMD die schon lange angekündigten Doppelkern-Versionen (Dual-Core) für die 2xx- und 8xx-Serie mit den Kernen Egypt und Italy auf den Markt. Diese Prozessoren ließen sich größtenteils ohne nennenswerte Probleme (Aktualisierung des Mainboard-BIOS) in bereits existierende Sockel 940-Opteron-Systeme integrieren und machten so beispielsweise aus einem Dual-System nahezu ein Quad-System.

### Denmark
Ab dem 2. August 2005 bot AMD mit dem Kern Denmark die Opteron-Prozessoren der 1xx-Serie auch für den Sockel 939 statt für den Sockel 940 an. Der Sockel 939 war bisher dem Athlon 64, Athlon 64 FX und Athlon 64 X2 vorbehalten und erlaubte im Gegensatz zum Sockel 940 die Verwendung ungepufferten ECC-Speichers. Dadurch reduzierten sich die Kosten für kleine Workstations und Server auf Basis der 1xx-Opterons, da auf gewöhnliche und damit kostengünstigere Sockel-939-Hauptplatinen zurückgegriffen werden konnte.
Die bisherigen 1xx-Prozessoren für Sockel 940 waren mittelfristig weiterhin erhältlich, die gleichzeitig vorgestellten Doppelkernprozessoren der 1xx-Serie waren in dieser Form aber nur für den Sockel 939 erhältlich.

### Santa Rosa & Santa Ana
Am 15. August 2006 wurde eine neue Generation von Opteron-Prozessoren für den Sockel F (für Systeme mit zwei oder bis zu acht Prozessoren) und Sockel AM2 (für Systeme mit einem Prozessor) vorgestellt. Neben dem neuen Speichercontroller für DDR2-SDRAM setzt AMD bei den neuen Opteron, die nun eine vierstellige Modellnummer besitzen, auch erstmals vollständig auf Doppelkernprozessoren.
Mit dem neuen Kern Santa Rosa wechselt AMD bei den SMP-Opteron auf den neuen Sockel F, der 1207 Kontakte in LGA-Bauform besitzt. Für die 1xxx-Reihe setzt man mit dem Kern Santa Ana (der dem Kern Windsor des Athlon 64 X2 sehr ähnelt) auf den bereits vorher im Desktop-Segment etablierten Sockel AM2.

## Modellnummern
Die Opteron der K9-Generation verwenden eine Modellnummerierung bestehend aus einer dreistelligen Zahl bei der ersten Generation und einer vierstelligen Zahl bei der zweiten Generation.
Dreistellig
Opteron für Sockel 940 und Sockel 939:
- Die erste Ziffer steht dafür, wie viele Prozessoren dieses Typs maximal gleichzeitig auf einer Hauptplatine eingesetzt werden können (Skalierbarkeit: 1, 2 oder bis 8)
- Die beiden letzten Ziffern codieren den Takt des Prozessors. Generell deutet eine größere Zahl hier eine höhere Geschwindigkeit an. Diese Doppelkern-Opteron haben die Modellnummern x60 (1.600 MHz), x65 (1.800 MHz) bis x85 (2.600 MHz).
- Sofern der Prozessor von den standardmäßigen Verbrauchsangaben abweicht, wird noch ein Kürzel angehängt, welches Informationen über den Strombedarf liefert.

Der Aufbau dieser dreistelligenNummerierung entspricht den Opteron der K8-Generation, allerdings werden im Gegensatz zu diesen und zur Unterscheidung der beiden Modellarten, bei den Opteron der K9-Generation bei den letzten beiden Ziffern nur x0 oder x5 benutzt und außerdem beginnt die Zählweise bei 60 (Die K8-Generation endet bei 56).
Vierstellig
Opteron für Sockel F und Sockel AM2:
- Die erste Ziffer steht dafür, wie viele Prozessoren dieses Typs maximal gleichzeitig auf einer Hauptplatine eingesetzt werden können (Skalierbarkeit: 1, 2 oder bis 8)
- Die zweite Ziffer bezeichnet die Prozessorgeneration, beginnend mit „2“ für die Prozessoren der Revision F.
- Die beiden letzten Ziffern codieren den Takt des Prozessors. Generell deutet eine größere Zahl hier eine höhere Geschwindigkeit an. Es beginnt mit der Modellnummer xx10 = 1.800 MHz, danach folgt xx12 = 2.000 MHz usw.
- Sofern der Prozessor von den standardmäßigen Verbrauchsangaben abweicht, wird noch ein Kürzel angehängt, welches Informationen über den Strombedarf liefert.

Das Kürzel HE steht für Prozessoren mit geringerem Strombedarf als das Standardmodell und das Kürzel SE steht für Prozessoren mit einem höheren Strombedarf, was in der Regel die am höchsten getakteten Modelle einer Generation betrifft.
 Beispiele 
- Opteron 265: Doppelkernprozessor für Systeme mit zwei Prozessoren, 1.800 MHz Taktfrequenz
- Opteron 1210: Doppelkernprozessor der zweiten Generation für Systeme mit einem Prozessor, 1.800 MHz Taktfrequenz
- Opteron 8214: Doppelkernprozessor der zweiten Generation für Systeme mit vier bis acht Prozessoren, 2.200 MHz Taktfrequenz

## Modelldaten Sockel940
Alle Prozessoren für den Sockel 940 besitzen einen Speichercontroller mit zwei Kanälen (144 Bit, Dual-Channel-Betrieb) für Registered DDR-SDRAM.

### Denmark (1xx)
Doppelkernprozessor (Dual-Core)
- Revision E6
- L1-Cache: je Kern 64 + 64 KiB (Daten + Instruktionen)
- L2-Cache: je Kern 1024 KiB mit Prozessortakt
- MMX, Extended 3DNow!, SSE, SSE2, SSE3, AMD64, OPM, NX-Bit
- Sockel 940, HyperTransport mit 1.000 MHz (HT2000)
- Die-Größe: 199 mm² bei 233,2 Millionen Transistoren
- Fertigungstechnik: 90 nm (SOI)
- Die-Größe: 199 mm² bei 233,2 Millionen Transistoren
- Taktraten: 1800 MHz
- Modelle: Opteron 165HE

### Italy (2xx) / Egypt (8xx)
Doppelkernprozessor (Dual-Core)
- Revision E6
- L1-Cache: je Kern 64 + 64 KiB (Daten + Instruktionen)
- L2-Cache: je Kern 1024 KiB mit Prozessortakt
- MMX, Extended 3DNow!, SSE, SSE2, SSE3, AMD64, OPM, NX-Bit, SMP
- Sockel 940, HyperTransport mit 1.000 MHz (HT2000)
- Fertigungstechnik: 90 nm (SOI)
- Die-Größe: 199 mm² bei 233,2 Millionen Transistoren
- Taktraten: 1600–2800 MHz
- Modelle: Opteron 260HE/860HE bis 290/890

## Modelldaten Sockel 939
Alle Prozessoren für den Sockel 939 besitzen einen Speichercontroller mit zwei Kanälen (128 Bit, Dual-Channel-Betrieb) für DDR-SDRAM.

### Denmark (1xx)
Doppelkernprozessor (Dual-Core)
- Revision E6
- L1-Cache: je Kern 64 + 64 KiB (Daten + Instruktionen)
- L2-Cache: je Kern 1024 KiB mit Prozessortakt
- MMX, Extended 3DNow!, SSE, SSE2, SSE3, AMD64, Cool’n’Quiet, NX-Bit
- Sockel 939, HyperTransport mit 1.000 MHz (HT2000)
- Die-Größe: 199 mm² bei 233,2 Millionen Transistoren
- Fertigungstechnik: 90 nm (SOI)
- Taktraten: 1800–2600 MHz
- Modelle: Opteron 165 bis 185

## Modelldaten Sockel F
Alle Prozessoren für den Sockel F besitzen einen Speichercontroller mit zwei Kanälen (128 Bit, Dual-Channel-Betrieb) für Registered DDR2-SDRAM.

### Santa Rosa (22xx, 82xx)
Doppelkernprozessor (Dual-Core)
- Revision F2, F3

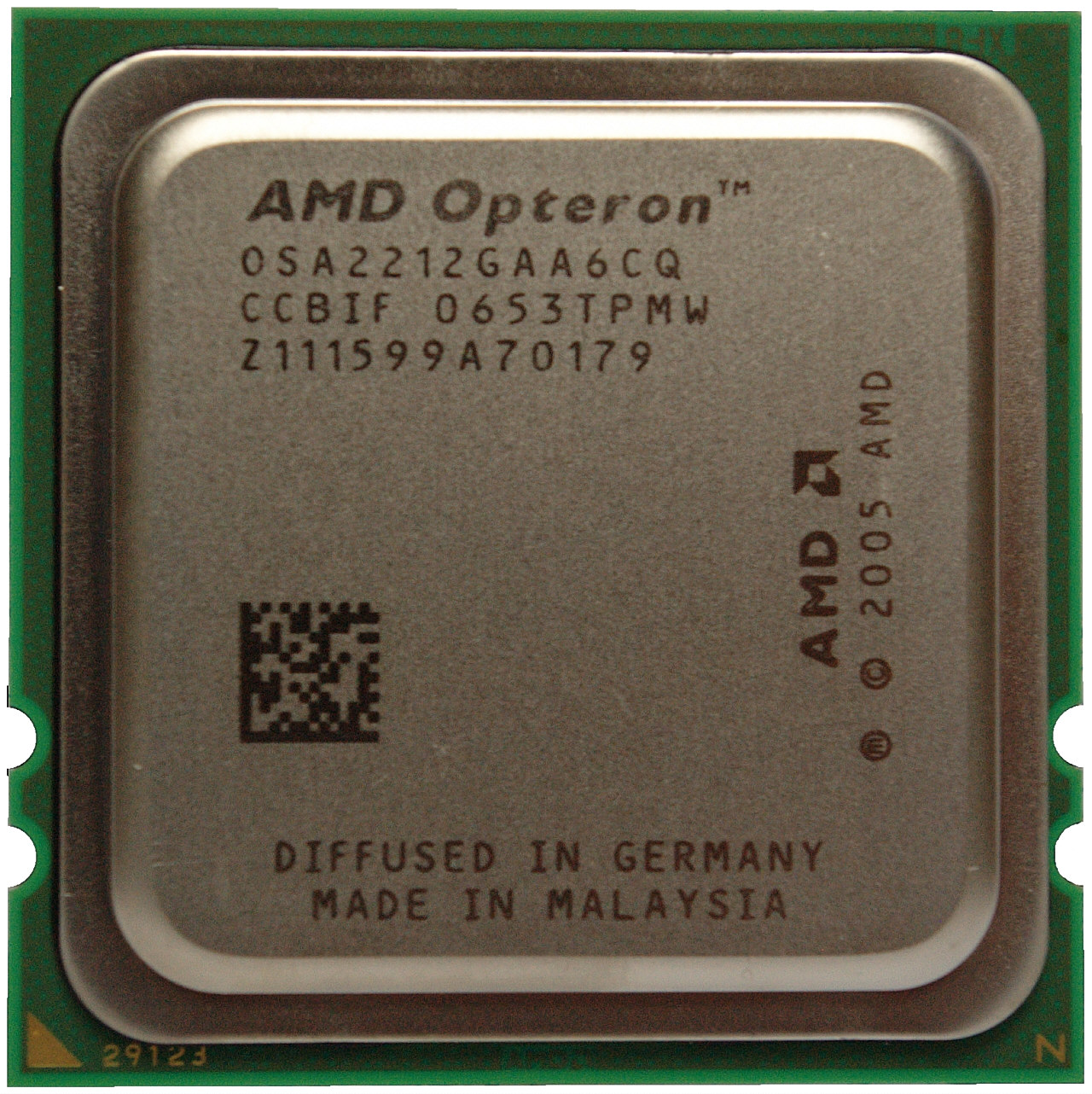
Opteron 2212 (Rev. F2)

- L1-Cache: je Kern 64 + 64 KiB (Daten + Instruktionen)
- L2-Cache: je Kern 1024 KiB mit Prozessortakt
- MMX, Extended 3DNow!, SSE, SSE2, SSE3, AMD64, OPM, NX-Bit, SMP, AMD-V
- Sockel F, HyperTransport mit 1.000 MHz (HT2000)
- Fertigungstechnik: 90 nm (SOI)
- Die-Größe: 230 mm² bei 227,4 Millionen Transistoren
- Taktfrequenzen: 1,8–3,2 GHz
- Modelle: Opteron 2210/8210 bis 2224SE/8224SE

## Modelldaten Sockel AM2
Alle Prozessoren für den Sockel AM2 besitzen einen Speichercontroller mit zwei Kanälen (128 Bit, Dual-Channel-Betrieb) für DDR2-SDRAM.

### Santa Ana
Doppelkernprozessor (Dual-Core)
- Revision F2, F3
- L1-Cache: je Kern 64 + 64 KiB (Daten + Instruktionen)
- L2-Cache: je Kern 1024 KiB mit Prozessortakt
- MMX, Extended 3DNow!, SSE, SSE2, SSE3, AMD64, Cool’n’Quiet, NX-Bit, AMD-V
- Sockel AM2, HyperTransport mit 1.000 MHz (HT2000)
- Fertigungstechnik: 90 nm (SOI)
- Die-Größe: 230 mm² bei 227,4 Millionen Transistoren
- Taktfrequenzen: 1800–3200 MHz
- Modelle: Opteron 1210 bis 1224SE